# SA1NT UNBREAKABLE
セイント・アンブレイカブル（英語: SA1NT UNBREAKABLE）は、オーストラリア発のアパレルメーカーで、モーターサイクル向けウェアやワークウェアのほか、一般的なカジュアルウェアの製造、販売を手掛ける。

## 概要
「妥協のないアパレルをデザインする」という理念を掲げ、ライダー向けのアパレルブランドとしてスタート。耐久性、耐摩耗性に優れた高機能素材を日常的なファッションスタイルに落とし込み、スタイルを犠牲にしたり、逆にスタイルのために安全性を犠牲にすることがないよう繊細に作り込まれている。
代表的なアイテムであり、ブランドアイコンともいえるモーターサイクル向けのデニムパンツは、世界初のCEマークを獲得したシングルレイヤーデニムパンツとして誕生。デニムとダイニーマ（超高分子量ポリエチレン）を混紡した生地を採用することで、一般的なデニム同様の快適さとスタイルをそのままに、アスファルト面を6秒間滑走しても破れることがないという強靭さを発揮。ブランドの根幹をなす素材として、デニムパンツをはじめとする種々のアイテムに用いられている。
また、ワークウェアのカテゴリにおいても、特許取得済みの製法をベースに一般的な12オンスデニムの5倍の強度を持つデニムアイテムを開発。
なお、近年はモーターサイクル、ワークの枠にとどまらず、高機能素材によるタフさから、スケートボードやBMXなどのエクストリームスポーツシーンなどでも着用される。
本拠地であるオーストラリアのメルボルンの店舗（SA1NT HQ）では、フルラインナップの販売だけでなく、ブランドのショールームとしての機能も持ち合わせており、バイクやクルマの展示もされている。

## 日本におけるブランド展開
2021年、SK Motorsが日本における正規ディーラーとしてブランド展開をスタート。

## 製品
前述のダイニーマを用いたジーンズをはじめ、モーターサイクル、ワーク、ライフスタイルの3カテゴリでそれぞれTシャツ等のカットソー、パーカ、モトクロスジャージ、キャップなどを扱う。なお、日本国内ではカテゴリを分けずに展開している。